# Saratoga (film)
Saratoga är en amerikansk långfilm från 1937 med Jean Harlow och Clark Gable i huvudrollerna. Filmen regisserades av Jack Conway. Saratoga var Jean Harlows sista film. Hon dog strax innan filmen var färdiginspelad och de sista scenerna fick filmas med hjälp av en stand-in.

## Rollista
| Clark Gable      | – Duke Bradley         |
| Jean Harlow      | – Carol Clayton        |
| Lionel Barrymore | – Grandpa Clayton      |
| Frank Morgan     | – Jesse Kiffmeyer      |
| Walter Pidgeon   | – Hartley Madison      |
| Una Merkel       | – Fritzi               |
| Cliff Edwards    | – Tip                  |
| George Zucco     | – Dr. Harmsworth Bierd |
| Jonathan Hale    | – Frank Clayton        |
| Hattie McDaniel  | – Rosetta              |
| Frankie Darro    | – Dixie Gordon         |
| Henry Stone      | – Hand-Riding Hurley   |